# Disepalum acuminatissimum
Disepalum acuminatissimum là loài thực vật có hoa thuộc họ Na. Loài này được Boerl. & Koord.-Schum. mô tả khoa học đầu tiên năm 1910.